# Memoria Abierta
Memoria Abierta es una alianza de organizaciones de derechos humanos argentinas que promueve la memoria sobre las violaciones a los derechos humanos y crímenes de lesa humanidad perpetrados durante la última dictadura cívico-militar argentina (1976—1983), y también sobre las acciones de resistencia a la misma y las luchas por la verdad y la justicia. Además, la organización contribuye a la promoción de los derechos humanos e intenta promover reflexión sobre el presente político de Argentina.
Fue creada en el año 1999 y actualmente está compuesta de nueve organizaciones de derechos humanos: Asamblea Permanente por los Derechos Humanos, Asociación Civil Buena Memoria, Centro de Estudios Legales y Sociales, Comisión de Homenaje de las Víctimas de Vesubio y Puente 12, Comisión por la Memoria, Verdad y Justicia de Zona Norte, Familiares de Desaparecidos y Detenidos por Razones Políticas, Fundación Memoria Histórica y Social Argentina, Madres de Plaza de Mayo - Línea Fundadora y el Servicio de Paz y Justicia.

## Historia
En 1999, un grupo de organismos de derechos humanos comenzaron a reunirse buscando participar de manera coordinada en iniciativas locales y nacionales en favor de la memoria sobre la última dictadura en la Argentina. El objetivo principal era contribuir a la elaboración de la memoria de lo sucedido durante el terrorismo de Estado y a la construcción de la democracia posterior para fortalecer y promover el respeto a los derechos humanos. Las organizaciones participantes se reunieron con la convicción de que la acción conjunta en el trabajo por la memoria los haría más fuertes en su lucha.
El trabajo inicial de Memoria Abierta incluyó acciones tendientes a fundar un Museo de la Memoria, un extenso programa de tratamiento archivístico de documentos histórico-institucionales de las organizaciones de derechos humanos y la construcción de un Archivo Oral de testimonios en formato fílmico sobre el terrorismo de Estado. Luego se sumaría la tarea de sistematización de fotografías en un Archivo Fotográfico y la producción de registros para la visibilización de espacios represión y resistencia y su transformación en espacios de memoria.
Memoria Abierta participó de la fundación de la Coalición Internacional de Sitios de Conciencia. En este espacio, coordina la Red de Sitos de Memoria Latinoamericanos y Caribeños (RESLAC) promoviendo el desarrollo de iniciativas que estimulan la reflexión en torno a las violaciones a los derechos humanos cometidas en estos países y sus consecuencias en el presente para incidir sobre las políticas de memoria en la región.

## Archivos
Memoria Abierta implementa un programa de tratamiento documental. En este marco, estableció pautas y estándares comunes para la catalogación y normalización de los distintos archivos que reúne (documentales, fotográficos, audiovisuales). Aplica estándares internacionales de descripción y Tesauros especializados en temas de Derechos Humanos que implican la adopción de lenguajes comunes contribuyendo al intercambio de la información.
Sistematiza y da acceso a los archivos históricos de los organismos de derechos humanos que conforman esta alianza, colecciones personales, así como de otras instituciones y aquellos archivos que la misma Memoria Abierta produce.
El Archivo Oral de Memoria Abierta produce y da acceso a testimonios referidos al período del terrorismo de Estado, a la vida social y política de las décadas de 1960 y 1970 y a las diferentes acciones impulsadas por los organismos de Derechos Humanos y la sociedad civil en la búsqueda de Verdad y Justicia. Está compuesto por entrevistas —registradas en formato audiovisual— a personas cuyas vidas se vieron afectadas de diversos modos por el terrorismo de Estado. Estos testimonios están ordenados, catalogados y dispuestos para la consulta pública con el fin de facilitar la documentación, estudio e interpretación de nuestro pasado reciente desde el punto de vista de los actores involucrados.
Los archivos de Memoria Abierta fueron incluidos, por ser considerados de importancia mundial, en el Registro “Memoria del Mundo” de la Organización de las Naciones Unidas para la Educación, la Ciencia y la Cultura – UNESCO en el marco de la presentación realizada en el año 2007 denominada “Patrimonio Documental sobre Derechos Humanos en Argentina relativo al período 1976-1983. Archivos para la Verdad, la Memoria y la Justicia frente al terrorismo de Estado”.
Memoria Abierta promueve el acceso a la información que recopila y produce, disponiendo gran cantidad de documentación para la consulta por Internet y en sala. El catálogo general en línea concentra, en un solo sitio, todas las herramientas de acceso. Allí, se puede consultar la ficha catalográfica de cada documento (que contiene los datos básicos de la documentación, una clasificación temática, una breve síntesis del contenido y la referencia al lugar físico de consulta), a digitalizaciones y descripciones archivísticas, independientemente del formato, soporte, o lugar físico en el que estén depositados.

## Sitios
Produce herramientas que hacen "visibles" los sitios utilizados por la represión. Identifica y releva, junto con contrapartes locales, Centros Clandestinos de Detención en el territorio argentino y colabora en los procesos de recuperación de estos lugares para convertirlos en sitios de memoria. Acompaña también iniciativas de homenaje.
A pedido de los juzgados de instrucción o tribunales que sustancian juicios orales y públicos en distintos puntos del país, Memoria Abierta elabora distintos tipos de recursos que se incorporan regularmente a los procesos de juzgamiento de los crímenes de la dictadura desde mediados de la década del 2000.
También participamos de las investigaciones judiciales a través peritajes, asesoramiento archivístico a las querellas y aporte de documentación solicitada por los juzgados.

## Trabajo Internacional
Memoria Abierta entiende que el trabajo en asociación es una de las mejores maneras de reconstruir la confianza social y promover la cooperación dentro de la sociedad civil y con las entidades estatales en un proceso de fortalecimiento de las instituciones democráticas. Mantiene distintos vínculos y desarrolla proyectos y actividades con distintas organizaciones con el objetivo de intercambiar y compartir su experiencia y metodologías de trabajo, así como las características del proceso argentino de verdad y justicia con otros procesos transicionales del mundo.
En este marco, comparte con diferentes sitios en el interior de Argentina, en la región y en diferentes países del mundo estrategias de trabajo, lecciones aprendidas y metodologías específicas relacionadas con la organización y preservación de archivos (incluyendo archivos orales), a la investigación topográfica, al uso público de sitios históricos, así como al diseño de exposiciones y materiales de divulgación, entre otros.
Las instituciones que conforman la RESLAC, que Memoria Abierta coordina desde 2006, trabajan en la recuperación y construcción de las memorias colectivas acerca de las graves violaciones a los derechos humanos y las resistencias, ocurridas en la región durante el pasado reciente, en periodos de terrorismo de Estado, conflicto armado interno y altos niveles de impunidad, con el objetivo de promover la democracia y las garantías de no repetición. La Red de Sitios de Memoria Latinoamericanos y Caribeños desarrolla proyectos, iniciativas, capacitaciones conjuntas que buscan fortalecer la integración entre instituciones con perspectivas semejantes. El interés de compartir e integrar saberes y prácticas en este contexto latinoamericano, responde a la necesidad de entenderse como parte de un todo: comprender sus procesos históricos vinculados por nexos indisolubles.